# Wang Meng (Maler)
Wang Meng (chinesisch 王蒙, Pinyin Wáng Méng; * 1308; † 1385) war ein chinesischer Landschaftsmaler des 14. Jahrhunderts, der im Westen vor allem dadurch bekannt wurde, dass 2011 ein Bild namens Umzug Zhichuans für 402,5 Millionen Yuan (62,1 Millionen US$) verkauft wurde, zum damaligen Zeitpunkt knapp hinter einem Werk Qi Baishis das zweitteuerste Bild eines Asiaten aller Zeiten.

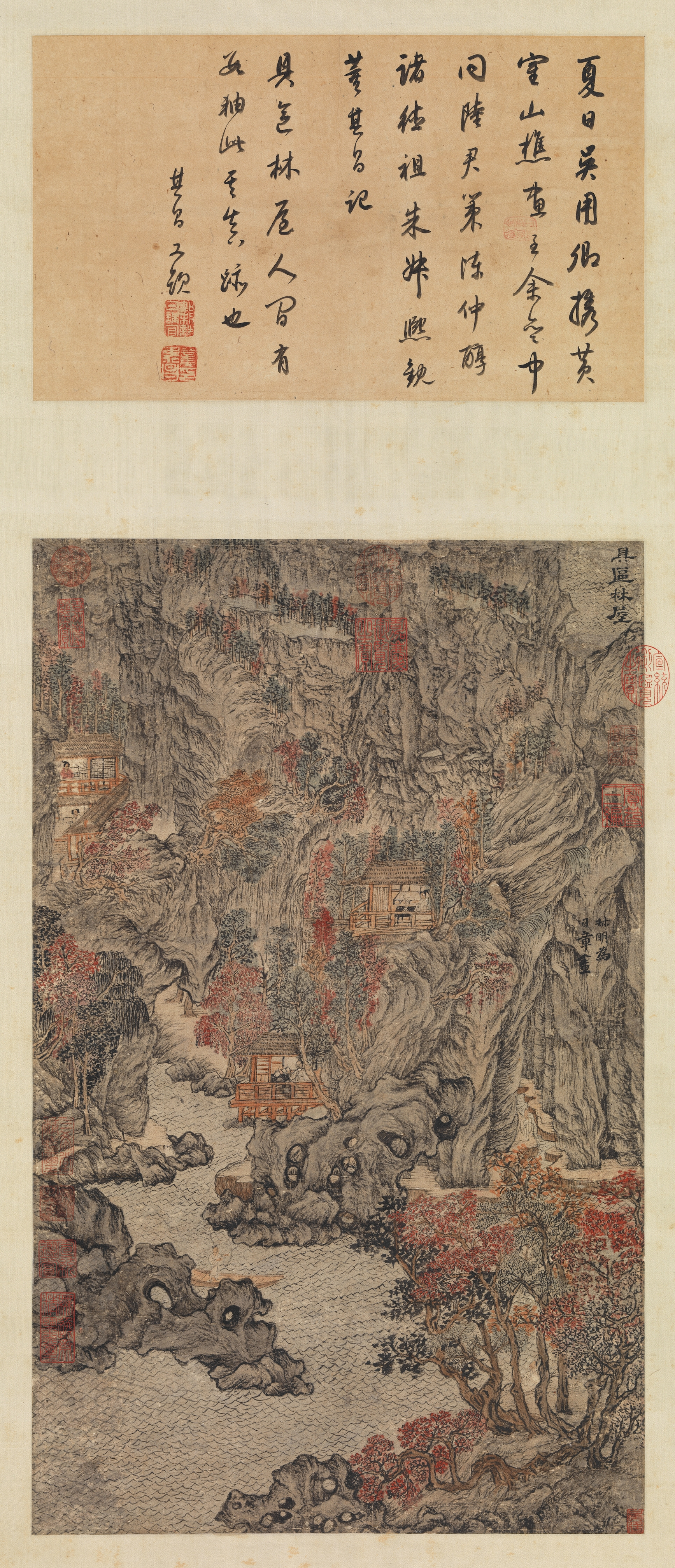
Umzug Zhichuans, um 1378; Palastmuseum Taipeh

## Leben
Wang, ein Enkel von Zhao Mengfu und Guan Daosheng, gehörte zur Gruppe der „Vier Meister“ der Landschaftsmalerei der Yüan-Zeit, genau wie Huang Gongwang, Wu Zhen und Ni Zan weigerte er sich, für die mongolischen Besatzer zu arbeiten. Wang war der jüngste der Gruppe und unterschied sich in seinem breiteren Strich stilistisch von ihnen.
Seine Meisterwerke befinden sich im Palastmuseum der verbotenen Stadt Peking, Shanghai-Museum, Nationalen Palastmuseum Taipeh, Cleveland Museum of Art und Metropolitan Museum of Art.
Der Ming-Maler Dong Qichang wurde stark von ihm beeinflusst.